# Amyris crebrinervis
Amyris crebrinervis är en vinruteväxtart som beskrevs av R.E. Gereau. Amyris crebrinervis ingår i släktet Amyris och familjen vinruteväxter. Inga underarter finns listade i Catalogue of Life.